# Lord Marksman and Vanadis
Lord Marksman and Vanadis (魔弾の王と戦姫?, Madan no ō to Vanadisu, lett. "Il re della freccia magica e la Vanadis") è una serie di light novel scritta da Tsukasa Kawaguchi e illustrata da Yoshi☆o dal volume 1 al volume 8 ed in seguito da Hinata Katagiri dal nono volume in poi. L'opera è stata adattata in un manga illustrato da Nobuhiko Yanai e serializzato a partire dal 5 ottobre 2011 sulla rivista Monthly Comic Flapper di Media Factory. Un adattamento anime di tredici episodi realizzato dallo studio Satelight è andato in onda nel 2014.

## Trama
In un'Europa medioevale parallela alla nostra il re del Regno di Brune Faraon comincia a soffrire di una malattia mentale, portando due duchi del regno, Felix Aaron Thernadier e Maximilian Bennusa Ganelon, a dichiararsi guerra per il monopolio sul potere. Il regno rivale di Brune, Zchted, approfittando della situazione invia nel primo un manipolo di soldati comandati dalla Signora della Guerra Eleonora Viltaria che sorprende l'esercito di Brune nella Dinant Plain. Qui combatte anche il signore della contea di Alsace, Tigrevurmud Vorn, discendente di una famiglia abilissima nel tiro con l'arco, il quale pur essendo rimasto solo non indietreggia di fronte al generale nemico, cercando di abbatterlo in ogni modo. Ellenora, stupita dalla sua abilità e dalla sua tenacia, decide di portarlo con sé a Zchted come prigioniero di guerra.

## Terminologia

### Vanadis
Le Vanadis sono le signore della guerra di Zchted. Il loro ruolo è simile a quello dei daimyo dell'era Sengoku, essendo sovrane della terra a loro assegnata ma soggette al potere del re. Quando secoli fa il primo re di Zchted fondò il regno si scelse una moglie da sette importanti famiglie e consegnò ad ognuna di loro un territorio da governare; in seguito le Vanadis cominciarono ad essere nominate dal re (senza più matrimonio). Il titolo di Vanadis non è trasmissibile dalla madre alla figlia, ossia non è ereditario (ad eccezione delle signore di Olmütz). Ognuna di loro ha a disposizione un'arma con poteri speciali chiamata Viralt.

### Viralt
Il Viralt è un'arma speciale che il fondatore di Zchted diede alle Vanadis che scelse come mogli. Ogni Viralt ha un particolare potere ed è stato costruito con le scaglie di un drago. È probabile che anche l'arco di Tigre e la spada di Roland siano armi simili a Viralt.

### Alshin
L'unità di misura della lunghezza; un alshin equivale a circa un metro.

## Personaggi
Tigrevurmud "Tigre" Vorn (ティグルヴルムド＝ヴォルン?, Tiguruvurumudo Voru)
Doppiato da: Kaito Ishikawa
Protagonista maschile della serie, signore della contea di Alsace nel Regno di Brune. Rapito da Ellenora come prigioniero di guerra farà ritorno nella sua terra assieme alla Vanadis per difendere la sua gente dalle spregiudicatezze dei conti Thernadier e Ganelon, dichiarandogli guerra. Abilissimo con l'arco, il padre gli ha lasciato l'arma posseduta dal fondatore della loro famiglia, in qualche modo legata alla dea della distruzione, della morte e dell'oscurità. All'inizio della serie ha sedici anni.

### Vanadis
Ellenora "Ellen" Viltaria (エレオノーラ＝ヴィルターリア?, Erenōra Virutāria)
Doppiata da: Haruka Tomatsu
Una delle Vanadis di Zchted e protagonista femminile della serie. Il suo Viralt è Arifar. Più avanti lei e Tigre riveleranno i sentimenti l'un per l'altra; è coetanea di Tigre.
Ludmila "Mila" Lourie (リュドミラ＝ルリエ ?, Ryudomira Rurie)
Doppiata da: Mariya Ise
Alleata del conte Thernadier e rivale di Ellenora, è la Vanadis di Olmutz, l'unico a possedere un titolo ereditario per le proprie signore della guerra. Prima di Ludmila infatti lo furono sua madre e sua nonna. Più volte nella serie aiuterà però Ellenora e Tigre nella loro battaglia per la protezione di Alsace. Il suo Viralt ha il potere sul ghiaccio, cosa che le ha valso il soprannome di Principessa Neve dell'Onda di Ghiaccio. A differenza delle altre Vanadis, essendo il suo un principato ereditario anche il suo viralt è stato ereditato.
Sofia "Sofy" Obertas (ソフィーヤ＝オベルタス?, Sofīya Oberutasu)
Doppiata da: Ai Kayano
Vanadis della terra di Polesia, pare amica di Ellenora e aiuterà lei e l'esercito congiunto di Tigre parecchie volte. Chiamata Principessa Brillante del Fiore di Luce, il suo Viralt è Zaht, con varie abilità magiche. Alla sua prima apparizione ha 20 anni.
Alexandra "Sasha" Alshavin (アレクサンドラ＝アルシャーヴィン?, Arekusandora Arushāvin)
Doppiata da: Mikako Komatsu
Vanadis della terra di Legnus è costretta a letto da una grave malattia; è la migliore amica di Ellenora e si sono ripromesse di intervenire l'una nei confronti dell'altra se mai avessero avuto problemi. Le sue viralt sono una coppia di daghe chiamate Bargan, con il potere sul fuoco. All'inizio della serie ha 21 anni.
Elizaveta "Liza" Fomina (エリザヴェータ＝フォミナ?, Erizavēta Fomina)
Doppiata da: Yū Kobayashi
Signora di Lebus, è una degli antagonisti della storia, essendo alleata dei duchi di Brune che si stanno dando guerra. Attaccherà infatti la terra di Sasha con la sola intenzione di allontanare Ellenora da Tigre e dal regno di Brune. Il suo viralt è Valitsaif, in grado di generare elettricità e fulmini. La sua peculiarità è di avere occhi eterocromi. Alla sua prima apparizione ha 17 anni.
Valentina Glinka Estes (ヴァレンティナ＝グリンカ＝エステス?, Varentina Gurinka Esutesu)
Doppiata da: Hitomi Harada
Signora di Osterode e una delle antagoniste della serie, chiamata l'Oscura Principessa dell'Ombra, ha 20 anni. Il suo Viralt è una falce con apparenti poteri sullo spazio.
Olga Tamm (オルガ＝タム?, Oruga Tamu)
Signora di Brest, ha 14 anni. Il suo viralt è Muma, che permette il controllo della terra.
Figneria Alshavin (フィグネリア＝アルシャーヴィン?, Figuneria Arushāvin)
La più vecchia tra le Vanadis, succede a Sasha alla morte di quest'ultima.

### Regno di Zchted
Limalisha (リムアリーシャ?, Rimuarīsha)
Doppiata da Yuka Iguchi
Seconda in comando di Ellenora.
Rurik (ルーリック?, Rūrikku)
Doppiato da Kazuyuki Okitsu
Un ragazzo di vent'un anni che diverrà attendente di Tigre.
Viktor Arthur Volk Estes Tsar Zchted (ヴィクトール＝アルトゥール＝ヴォルク＝エステス＝ツァー＝ジスタート?, Vikutōru Arutūru Voruku Esutesu Tsā Jisutāto)
Doppiato da Katsumi Cho
Il re di Zchted.

### Regno di Brune
Titta (ティッタ?, Titta)
Doppiata da: Sumire Uesaka
La cameriera personale di Tigre che pare innamorata di lui. Si conoscono sin dall'infanzia e la ragazza rinunciò a diventare una serva del tempio per stare accanto al suo signore.
Bertrand (バートラン?, Bātoran)
Doppiata da: Takayuki Sugō
Il fedele generale di Tigre, ormai entrato nei cinquant'anni.
Zion Thenardier (ザイアン＝テナルディエ?, Zaian Tenarudie)
Doppiato da: Ryohei Kimura
Il figlio del conte Thenardier, ucciso da Tigre.
Felix Aaron Thenardier (フェリックス＝アーロン＝テナルディエ?, Ferikkusu Āron Tenarudie)
Doppiato da: Dai Matsumoto
uno dei duchi di Brune che approfittando della malattia del re cerca di impossessarsi del potere.
Maximillian Bennusa Ganelon (マクシミリアン＝ベンヌッサ＝ガヌロン?, Makushimirian Bennussa Ganuron)
Doppiato da: Nobuo Tobita
uno dei duchi di Brune che approfittando della malattia del re cerca di impossessarsi del potere.
Roland (ロラン?, Roran)
Doppiato da: Hiroki Tōchi
Il capitano dei cavalieri di Navarre che intraprenderà una battaglia contro Tigre considerandolo un traditore. Sconfitto sceglierà di aiutarlo ma sarà ucciso dal conte Ganelon. La sua spada Durandal si avvicina molto ad un Viralt.
Hugues Augre (ユーグ＝オージェ?, Yūgu Ōje)
Doppiato da: Hiroshi Ito
Uno dei signori di Brune, si alleerà a Tigre assieme a suo figlio Gerald.
Faron Soleil Rauy Blainville de Charles (ファーロン＝ソレイユ＝ルイ＝ブランヴィル＝ド＝シャルル?, Fāron Soreiyu Rui Buranviru do Sharuru)
Il re di Brune; soffre di una malattia mentale che l'ha completamente privato della possibilità di condurre la nazione.
Regin Estelle Loire Bastien do Charles (レギン＝エステル＝ロワール＝バスティアン＝ド＝シャルル?, Regin Esuteru Rowāru Basutian do Sharuru)
Doppiata da: Yukiyo Fujii
La principessa di Brune, che si spacciava per un maschio e fu creduta morta dopo la battaglia con Zchted.

### Armata di Muozinel
Muozinel è un regno confinante che sfruttando la guerra civile invade Brune cercando di conquistarne la parte sud inutilmente, visto che viene fermato da Tigre.
Kasim (カシム?, Kashimu)
Doppiato da: Yoshihisa Kawahara
Uno dei generali di Muozinel ed il primo ad essere sconfitto da Tigre.
Kureys Shahin Balamyr (クレイシュ＝シャヒーン＝バラミール?, Kureishu Shahīn Baramīru)
Doppiato da: Masami Iwasaki
Detto il "Barbarossa", fratello minore del re di Muozinel.

## Media

### Light novel
La serie di light novel è scritta da Tsukasa Kawaguchi e disegnata inizialmente da Yoshi☆o fino al volume 8 e poi da Hinata Katagiri dal volume nove in poi. La pubblicazione è iniziata il 25 aprile 2011 per l'etichetta MF Bunko J di Media Factory.

### Manga
Il manga è illustrato da Nobuhiko Yanai e ha iniziato la pubblicazione nel novembre 2011 sulla rivista Monthly Comic Flapper di Media Factory.

### Anime

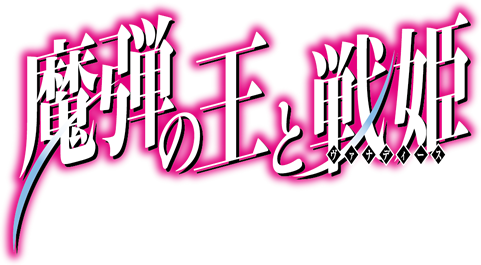
Logo della serie

Un adattamento anime venne annunciato al MF Bunko Summer School Festival 2013, in quest'occasione venne confermato il cast, lo staff, e che sarebbe stato prodotto da Satelight e diretto da Tatsuo Sato con Kaito Ishikawa come Tigre e Haruka Tomatsu come Ellen. I tredici episodi, che coprono i primi cinque volumi, sono
stati trasmessi su AT-X dal 4 ottobre al 27 dicembre 2014, raccolti poi in sei DVD e Blu-ray Disc distribuiti dalla fine della serie fino al 27 maggio 2015.
L'opening è Ginsen no kaze (銀閃の風? lett. "Vento del fulmine argenteo") di Konomi Suzuki. Vi sono poi due ending, Schwarzen Bogen di Hitomi Harada (la doppiatrice di Valentina) fino all'episodio 10, sostituita poi da Ryūsei requiem (竜星鎮魂歌レクイエム?, Ryūsei rekuiemu) di Konomi Suzuki.

## Accoglienza
Le light novel hanno venduto oltre 800 000 copie, classificandosi come ventottesima serie più venduta della prima metà del 2015. Can Tran di Digital Journal ha comparato la serie al videogioco Valkyria Chronicles, per le ragazze con superpoteri e per la piacevole differenza dei personaggi tra buoni e cattivi